# Донское (Красногвардейский район)
Донское — село в Красногвардейском районе Оренбургской области. Входит в состав Плешановского сельсовета.

## География
Находится у западной окраины районного центра села Плешаново.

## Население
| 2010 |
| ---- |
| 2035 |

Население составляло 2240 человек в 2002 году (русские 55 %).

## История
Основано немцами-меннонитами в 1891—1892 годах.